# Депман, Иван Яковлевич
Иван Яковлевич Депман (эст. Jaan Depman; 17 июля 1885, волость Тарвасту, ныне Эстония — 26 марта 1970, Ленинград) — российский математик эстонского происхождения, известный как историк и популяризатор науки.
Окончил церковно-приходскую школу, затем Юрьевскую учительскую семинарию (1903), где учился вместе с Яном Анвельтом. Работал учителем в деревнях Тойла и Ийзаку, руководил также школьными хорами. В 1906—1907 гг готовился к сдаче экзамена на аттестат зрелости в петербургском училище А. Янсона, в 1907 г. поступил в Санкт-Петербургский университет. В годы обучения состоял в Петербургском обществе эстонских студентов, публиковался в журнале общества, напечатал несколько популярных брошюр по астрономии, а также учебное пособие по русскому языку для эстонских школ (под псевдонимом Иван Яковлев).
В 1912 г. окончил университет и до 1914 г. преподавал в женской гимназии в Ямбурге. Сотрудничал с социал-демократами большевистской ориентации, в частности с выходившей в Нарве газетой эстонских большевиков «Kiir» («Луч»), издавал пролетарскую литературу через издательство Юхана Лилиенбаха. Затем некоторое время работал в мужской гимназии в Смоленске. В 1915 г. перевёл с английского книгу И. В. Макэйля «Русский дар миру» — сборник статей о вкладе русских учёных в мировую культуру. В 1917 г. участвовал в первом Эстонском математическом конгрессе в Тарту.
В 1917—1925 гг. преподавал в Вятском педагогическом институте, с 1922 г. профессор. Затем профессор Ленинградского педагогического института имени М. Н. Покровского (в дальнейшем — имени Герцена). Лекции по истории математики читал также в ряде других высших учебных заведений Ленинграда.
В 1961 г. награждён орденом Ленина.
Депману принадлежит более 100 книг и брошюр, в числе которых как пособия для учителя математики, так и научно-популярные публикации для школьников. Наиболее популярные из них — «Из истории математики» (1950) и «Мир чисел» (1966, 2-е изд. 1982).